# Toquí fosc
El toquí fosc (Atlapetes fuscoolivaceus) és un ocell de la família dels passerèl·lids (Passerellidae) endèmic de Colòmbia.

## Descripció
De mitjana amida 18 cm de longitud i pesa 32,5 g. Presenta el cap i banda malar negres brunes, la resta de les parts superiors oliva negrós, amb les ales i la cua més fosques, les parts inferiors són de color groc brillant, amb matisos olivacis als flancs. L'iris és vermellós/marró fosc; bec negre; potes marró fosc. No presenta dimorfisme sexual i els juvenils són semblant als adults, però no tenen la cara negra, tenen ratlles obscures per sota i la franja groga de sota el bigoti és color oliva clar.

## Hàbitat i distribució
Habita als Andes, entre els 1.600 i 2.400 m d'altitud, als arbustos de la vora del bosc i als prats arbrats.

## Alimentació
Relativament arbòria, però també s'alimenta a terra. Els estrats d'alimentació estan principalment entre 0,5–6 m sobre el sòl. Gran part de l'alimentació l'obté entre matolls densos i es mou ràpid, picotejant i sondejant a la recerca d'aliment. Normalment es mou en parelles o grups reduïts.

## Ecologia
Aquesta espècie es troba en vegetació a diferents estats successionals d'ecosistemes boscosos de muntanya.
Habita generalment clars amb males herbes en boscos andins i subandins entre 1600 i 2500 m d'altitud a la conca alta de la vall del Magdalena (Salaman et ál. 1999; Restall et ál. 2007). Addicionalment l'espècie es troba en ecosistemes modificats, rouredes (Quercus humboldtii, Colombobalanus excelsa) i cultius arbrats, com cafetars d'ombra (Hilty i Brown 1986; Ridgely i Tudor 1989; Restall et ál. 2007; Pai-ba 2009; Cenicafé 2010; Botero et ál. 2010).
Tot i que la història natural d'aquesta espècie ha estat pobrament documentada, hi ha dades de comportament, dieta, reproducció i abundància. Típicament aquesta espècie es troba en parelles o petits grups que es desplacen vocalitzant freqüentment a través de vegetació densa, generalment entre 0.5 i 6 m d'alçada (Hilty i Brown 1986). Ocasionalment s'uneix a grups mixtes com ara punxaflors de flancs blancs (Diglossa albilatera) i tàngares com la tàngara de matollar comuna (Chlorospingus ophthalmicus) (Salaman et ál. 2002). La dieta del toquí fosc no ha estat descrita però probablement consti d'insectes, fruites i llavors, amb base en el conegut per a altres Atlapetes (Krabbe 2004, Fierro et ál. 2006). S'han reportat individus en condició reproductiva entre febrer i abril (Hilty i Brown 1986). Aquest Atlapetes no és gaire comú en algunes localitats mentre que ho és més altres amb tendència a ser més abundant en bosc subandí que en andí (Ridgely i Gaulin 1980; Hilty i Brown 1986; Ridgely i Tudor 1989; Stotz et ál. 1996 (Restall et ál. 2007). És relativament comú al PNN Cova dels Guácharos, al Parc arqueològic de San Agustín i la regió muntanyenca de les Mines (Hilty i Brown 1986; Ridgely i Tudor 1989; Gallo-Cajiao i Idrobo-Medina 2005).

## Amenaces
La conversió de l'ús del sòl per a activitats agrícoles permanents i intensives a la vall del Magdalena representa una amenaça imminent. Aquesta regió ha estat identificada com un front de colonització actiu (Fajardo-Montaña et ál. 1998). El bosc subandí ha estat severament desforestat per a extracció de fustes (p. ex., Colombalanus excelsa, Nectandra spp.), producció agrícola (p. ex., cafè, canya de sucre, fesol, blat de moro, plàtan) i producció ramadera no tecnificada. A més, algunes d'aquestes activitats poden deteriorar la qualitat de romanents d'hàbitat per a l'espècie, com ara el pasturatge de bestiar en boscos no tancats (Martin 1984). La reducció en el preu del cafè ha generat una major pressió sobre el bosc andí, perdent així importants àrees per a l'establiment de cultius alternatius de clima més fred (p. ex., granadilla, tomaquera d'arbre, mora i lulo) (Gallo- Cajiao 2005).